# Provident Financial
Provident Financial este un grup de firme internațional de origine britanică, cu circa patru milioane de clienți în mai multe țări, și al cărui business este acordarea de credite simple în principal persoanelor fizice. Provident Financial s-a extins în ultimii 17 ani în Polonia, Cehia, Ungaria, Slovacia, Mexic, România, Bulgaria si Lituania.
Din 1962, compania este cotată la Bursa de Valori din Londra.
Activitatea Provident s-a extins de-a lungul timpului până când în anii 1990, serviciul de creditare la domiciliu a reușit să depășească granițele Regatului Unit. În anul 2007 divizia internațională a Provident s-a desprins de compania mamă și a început să funcționeze independent, fiind listată la bursă sub numele International Personal Finance plc (IPF).

## Sedii centrale
Operațiunile internaționale ale companiei sunt  sprijinite de o echipă centrală bazată în Sediul Central al Grupului, în Leeds, Regatul Unit. Această entitate are responsibilitatea de a se asigura că piețele au la dispoziție infrastructura corectă pentru a pune în aplicare strategia de creștere a Grupului. Operațiunile din UK sunt conduse de Gerard Ryan, CEO,  cu sprijinul directorilor funcționali din cadrul Grupului și a echipelor acestora.
În 1997 s-a deschis filiala din Polonia cu David Parkinson în functia de Country Manager. Cu o populatie de 38.5 milioane de locuitori, Provident Polonia are 825.000 clienti, 8.890 agenți și 1950 angajați.}
Tot în 1997 s-a deschis filiala din Republica Cehă și în 2001 filiala din Slovacia, cu Russel Johnsen în funcția de Country Manager. Aceasta filială are 376.000 clienți, 4.300 agenți și 900 angajați.
În 2001 s-a deschis filiala din Ungaria cu Botond Szirmak în functia de Country Manager. Populația Ungariei este de 10 milioane de locuitori, iar Provident Ungaria are 276.000 clienți, 2.772 agenți și 710 angajați.
În 2003 s-a deschis filiala din Mexic, cu Robert Husband în funcția de Country Manager. Populația Mexicului este de 112,3 milioane de locuitori, iar Provident Mexic are 674.000 clienți, 8.923 agenți și 1.910 angajați.
În 2006 s-a deschis filiala din România, cu Ivo Kalik în funcția de Country Manager. Populația României este de 21,4 milioane de locuitori, iar Provident are în această țară 345.678 de clienți, peste 4500 de angajați, dintre care, aprox. 3800 de agenti .
În 2013 s-au deschis două filiale noi, una in Lituania și una în Bulgaria.

## Servicii
Compania Provident oferă servicii de creditare personalizate la domiciliu. Produsul de creditare la domiciliu cuprinde următoarele elemente de bază: un împrumut de valoare mică, pe termen scurt, în numerar, fără garanții, între 50 și 1.000 de euro/lire, rambursabil într-o perioadă de aproximativ 12 luni si un serviciu opțional de încasare a împrumutului la domiciliu, oferit prin intermediul unor agenți, care livrează banii în numerar și încasează ratele la domiciul clientului, săptămânal.

## Relația cu clienții
În 2009, a fost lansat Angajamentul Provident, un document trimis tuturor clienților, care descrie standardele de calitate pe care aceștia trebuie să le aștepte de la colaborarea cu această companie și prin care clienții sunt încurajați să anunțe ori de câte ori serviciile oferite nu se ridică la nivelul așteptărilor.
Acest demers face parte din programul TCF (Treating Customers Fairly – tratarea corectă a clienților), un set de bune practici dezvoltat de Asociația Serviciilor Financiare (FSA) din Marea Britanie adoptat în mod voluntar de companie.